# أوزيبيو بيدروزا
أوزيبيو بيدروزا (بالإسبانية: Eusebio Pedroza)‏ مواليد 2 مارس 1953 في مدينة بنما، هو ملاكم بنمي سابق صنّف ضمن فئة وزن الريشة.

## إحصائيات
خاض خلال مسيرته 49 نزالا، فاز في 41 وتعادل في 0 وخسر في 6. فاز بالضربة القاضية في 25 نزالا.

## روابط خارجية
- أوزيبيو بيدروزا على موقع بوكس ريك (الإنجليزية) (registration required)